# خوان خوسيه دي فيرتيز سالسيدو
خوان خوسيه دي فيرتيزي سالسيدو (بالإسبانية: Juan José de Vértiz y Salcedo)‏ هو سياسي استعماري إسباني ولد في سنة 1719 في مدينة ميريدا في يوكاتان في المكسيك حالياً. أختاره الملك كارلوس الثالث ليشغل منصب نائب الملك في مستعمرة ريو دي لا بلاتا من سنة 1778 إلى سنة 1784. حاول اثناء حكمه نفي الأقلية البرتغالية من باندا أوريينتال (الأوروغواي) لكن جهوده بائت بالفشل. نجح في تحسين اقتصاد المستعمرة وقام بتوسعة أراضي المستعمرة حيث احتل أراضي السكان الأصليين. ساعد أغوستين دي يوريغوي في مقاومة تمرد توباك أمارو الثاني في بيرو. خلفه في المنصب نيكولاس ديل كامبو وتوفي في مدريد في سنة 1799.